# 宋恕

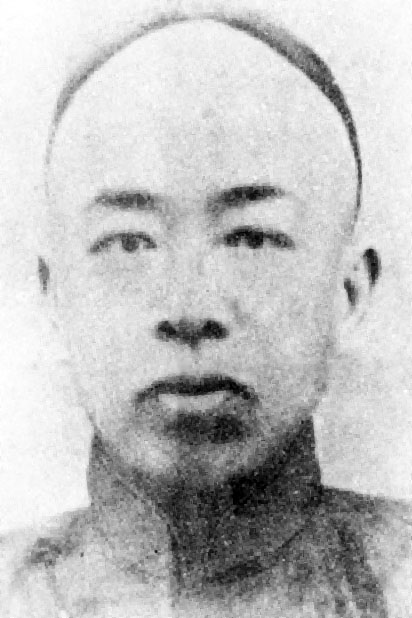

宋恕（1862年—1910年3月6日），又名宋衡，初名存禮，字平子，号六斋，别号不党山人。浙江省平阳县人。清朝教育家、学者。東甌三先生之一（其他两位是陈虬、陈黻宸）。

## 生平

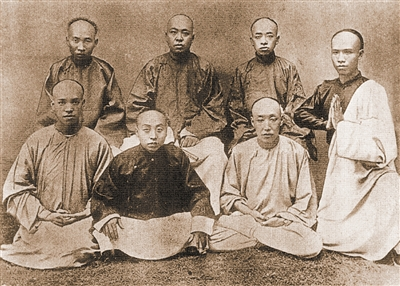
竹林图。1898年10月4日，上海光绘楼摄。宋恕（后排左三）和谭嗣同（右一）、梁启超（前排左一）、孙宝瑄、汪康年（后排左一）、吴嘉瑞、胡庸

他生於平陽縣萬全鄉鮑垟村，出生时其家人夢見燕子，小字燕生。家境富裕，其父名叫宋宾家，号称万全首富。宋恕读书过目不忘，有神童之誉，侍讀學士孫鏘鳴見其出類不凡，以女兒嫁之。宋恕精研佛學，章太炎曾回憶說：“炳麟少治經，交平子始知佛藏……梵方之学，知微者莫如平子，视天台、华严诸家深远。”。
曾隨岳父出游上海、南京等地，与当时维新人士梁启超、张謇、容闳、孙宝瑄、胡惟志、丁惠康、汪康年、蔡元培有往来。十六歲為縣學生員，曾上书张之洞，张之洞見書後遲遲未理，宋恕憤而登黃鶴樓賦詩見志。譚嗣同譽為後王師，孙宝琦请他起草《光绪皇帝罪己诏》。戊戌变法失败，宋恕写诗哭谭嗣同等六君子。
1901年秋天，在杭州求是书院任教。1903年游日本。宣统二年正月二十五日（1910年3月6日）去世。梁启超称颂宋恕曰：「东瓯布衣识绝伦，梨洲以后一天民。」

## 著作
著有《卑議》、《六字课斋卑议》、《六字课斋津谈》等。1993年，胡珠生編有《宋恕集》，由中华书局出版。